# Elnesvågen
Elnesvågen är en tätort i Hustadvika kommun i Møre og Romsdal fylke i västra Norge. Orten ligger där fylkesväg 663 och fylkesväg 664 möts och utgör kommunens centralort såväl som största tätort.
Elnesvågen är känt för Tine meierier som bland annat tillverkar Jarlsbergsost.
Orten utgjorde tidigare centralort i dåvarande Fræna kommun.